# Orvillers-Sorel
Orvillers-Sorel település Franciaországban, Oise megyében. Lakosainak száma 519 fő (2022. január 1.). Orvillers-Sorel Biermont, Boulogne-la-Grasse, Conchy-les-Pots, Cuvilly, Hainvillers, Mortemer, La Neuville-sur-Ressons és Ricquebourg községekkel határos.

## Népesség
A település népességének változása:
| Lakosok száma | 505  | 534  | 584  | 519  | 521  | 528  | 535  | 521  | 519  |
|               | 2013 | 2015 | 2016 | 2017 | 2018 | 2019 | 2020 | 2021 | 2022 |